# MRPL48
MRPL48 (англ. Mitochondrial ribosomal protein L48) – білок, який кодується однойменним геном, розташованим у людей на 11-й хромосомі. Довжина поліпептидного ланцюга білка становить 212 амінокислот, а молекулярна маса — 23 935.
| 10         |  | 20         |  | 30         |  | 40         |  | 50         |
| ---------- |  | ---------- |  | ---------- |  | ---------- |  | ---------- |
| MSGTLEKVLC |  | LRNNTIFKQA |  | FSLLRFRTSG |  | EKPIYSVGGI |  | LLSISRPYKT |
| KPTHGIGKYK |  | HLIKAEEPKK |  | KKGKVEVRAI |  | NLGTDYEYGV |  | LNIHLTAYDM |
| TLAESYAQYV |  | HNLCNSLSIK |  | VEESYAMPTK |  | TIEVLQLQDQ |  | GSKMLLDSVL |
| TTHERVVQIS |  | GLSATFAEIF |  | LEIIQSSLPE |  | GVRLSVKEHT |  | EEDFKGRFKA |
| RPELEELLAK |  | LK         |  |            |  |            |  |            |

A: Аланін

C: Цистеїн

D: Аспарагінова кислота

E: Глутамінова кислота

F: Фенілаланін

G: Гліцин

H: Гістидин

I: Ізолейцин

K: Лізин

L: Лейцин

M: Метіонін

N: Аспарагін

P: Пролін

Q: Глутамін

R: Аргінін

S: Серин

T: Треонін

V: Валін

Кодований геном білок за функціями належить до рибонуклеопротеїнів, рибосомних білків. 
Задіяний у такому біологічному процесі, як альтернативний сплайсинг. 
Локалізований у мітохондрії.